# Contea di Palo Alto
La contea di Palo Alto (in inglese Palo Alto County) è una contea dello Stato dell'Iowa, negli Stati Uniti. La popolazione al censimento del 2000 era di 10 147 abitanti. Il capoluogo di contea è Emmetsburg.